# 镱
鐿，是一種化學元素，其化學符號为Yb，原子序數为70，原子量為173.054 u。鐿屬於稀土金屬，是倒數第二個鑭系元素，也是第六週期中位於f區塊的最後一個元素。鐿因此有相對穩定的+2氧化態，但其最常見的氧化態和其他鑭系元素一樣為+3，這包括鐿的氧化物、鹵化物等化合物。在水溶液中，可溶鐿化合物會和9個水分子形成配合物，這與其他較後的鑭系元素相似。鐿具有閉殼層電子排布，所以它的密度、熔點和沸點比鄰近元素低得多，鐿的沸點是所有鑭系元素中最低的。
1878年，瑞士化學家讓-夏爾·加利薩·德馬里尼亞從一種稱為「Erbia」的稀土物質中分離出新的成份，並以礦物的發現地瑞典伊特比村將該成份命名為「Ytterbia」。他猜測Ytterbia是某新元素的化合物，因此又把該元素命名為「Ytterbium」，即鐿元素。1907年，喬治·於爾班、卡爾·奧爾·馮·威爾斯巴赫和查爾斯·詹姆士分別從德馬里尼亞的鐿樣本中提取出了又一新元素，即鑥。經過不少的討論之後，科學界決定保留原名鐿，並捨棄了威爾斯巴赫所建議的「Aldebaranium」。1953年，科學家才製得純度較高的鐿金屬樣本。今天鐿被用在不鏽鋼和激光活性媒質中作摻雜劑，以及用作伽馬射線源。
自然形成的鐿由7種穩定同位素組成，其總豐度為百萬分之3。鐿存在於獨居石、黑稀金礦和磷釔礦中，在中國、美國、巴西和印度開採。它一般和其他稀土元素一同出現，且含量非常低。由於分離過程的困難，鐿並沒有太多的商業用途。鐿可以作釔鋁石榴石激光的摻雜劑，三氯化鐿和二碘化鐿也可以做各種有機合成反應的試劑。

## 性質

### 物理性質
鐿金屬質軟、可延展，在純態時有明亮的銀色金屬光澤。
鐿金屬擁有三種同素異形體，分別以希臘字母α、β和γ表示。相態的轉變溫度分別在−13℃和795℃，但確切溫度取決於環境壓力及受到的應力。室溫下鐿處於β型，具有面心立方晶體結構；高溫下的γ型具有體心立方結構；低溫下穩定的α型則具有六方晶系結構。β型的電導率與其他金屬相近，但在16,000個大氣壓（1.6 GPa）下會呈現半導體性質。其電阻率在加壓至39,000個大氣壓（3.9 GPa）時會增加十倍，但到40,000大氣壓（4.0 GPa）時卻會將至室溫電阻率的10%左右。
和低溫下呈反鐵磁性和/或鐵磁性的其他稀土金屬不同，鐿在1.0 K以上具有順磁性。α型則有抗磁性。鐿的熔點在824 °C，沸點在1196 °C，是所有金屬中液態溫度區間最小的。
其他的鑭系元素擁有六方密堆積晶體結構，但鐿卻有面心立方結構，使得它的密度（6.967 g/cm3）远低于鄰近的銩（9.32 g/cm3）和鑥（9.841 g/cm3）。鐿的熔點和沸點同樣远低于它们。這是因為其電子排布含有一個閉殼層（[氙] 4f14 6s2），所以只有兩顆6s電子可以參與金屬鍵，而其它的鑭系元素則有三顆這樣的電子。

### 化學性質
鐿金屬在空氣中會緩慢失去光澤。鐿細粉在空氣和氧氣中會迅速氧化。如果細粉和聚四氟乙烯或六氯乙烷混合，會燃燒並產生翠綠色火焰。鐿會和氫反應，形成各種非整比氫化物。鐿在水中會緩慢溶解，在酸中迅速溶解，並產生氫氣。
鐿的電正性很高，會和冷水緩慢反應、和熱水快速反應，形成氫氧化鐿：
2 Yb (s) + 6 H2O (l) → 2 Yb(OH)3 (aq) + 3 H2 (g)
它也會和所有鹵素反應：
2 Yb (s) + 3 F2 (g) → 2 YbF3 (s)（白色）
2 Yb (s) + 3 Cl2 (g) → 2 YbCl3 (s)（白色）
2 Yb (s) + 3 Br2 (g) → 2 YbBr3 (s)（白色）
2 Yb (s) + 3 I2 (g) → 2 YbI3 (s)（白色）
鐿(III)離子能吸收近紅外線波長範圍的光線，但不吸收可見光，所以氧化鐿礦物（Yb2O3）呈白色，鐿鹽也是無色的。在稀硫酸中，鐿迅速溶解形成含有無色Yb(III)離子的溶液。這些離子與九個水分子鍵合成配合物：
2 Yb (s) + 3 H2SO4 (aq) → 2 [Yb(H2O)9]3+ (aq) + 3 SO2−
4 (aq) + 3 H2 (g)

### 二價和三價鐿
鐿一般呈三價氧化態，但它亦可以形成二價化合物。這種特性在幾乎只形成三價化合物的鑭系元素中較為罕見。二價態的價電子排布為4f14，因為填滿的f殼層能提高穩定性。黃綠色的鐿(II)離子是一種強還原劑，會在水中分解後釋放氫氣，所以只有無色的鐿(III)離子才能出現在水溶液中。釤和銩的+2態有這樣的化學行為，但銪(II)離子在水中是穩定的。鐿金屬的化學性質與銪金屬和鹼土金屬相似，它會在氨中溶解，形成藍色的電子鹽。

### 同位素
自然界中的鐿由7種穩定同位素組成：168Yb、170Yb至174Yb及176Yb，其中比例最高的為174Yb，其豐度為31.8%。已被觀測的放射性同位素共有32種，其中最穩定的有169Yb（半衰期為32.0天）、175Yb（4.18天）和166Yb（56.7小時）。剩餘放射性同位素的半衰期都在2小時以內，大部份甚至短於20分鐘。鐿共有12種亞穩態（同核異構體），最穩定的是169mYb（半衰期為46秒）。
鐿同位素的质量数在149和187之間。比174Yb輕的同位素主要以電子捕獲的方式進行衰變，形成各種銩同位素；而更重的則主要進行β衰變，並形成鑥的同位素。

## 存量

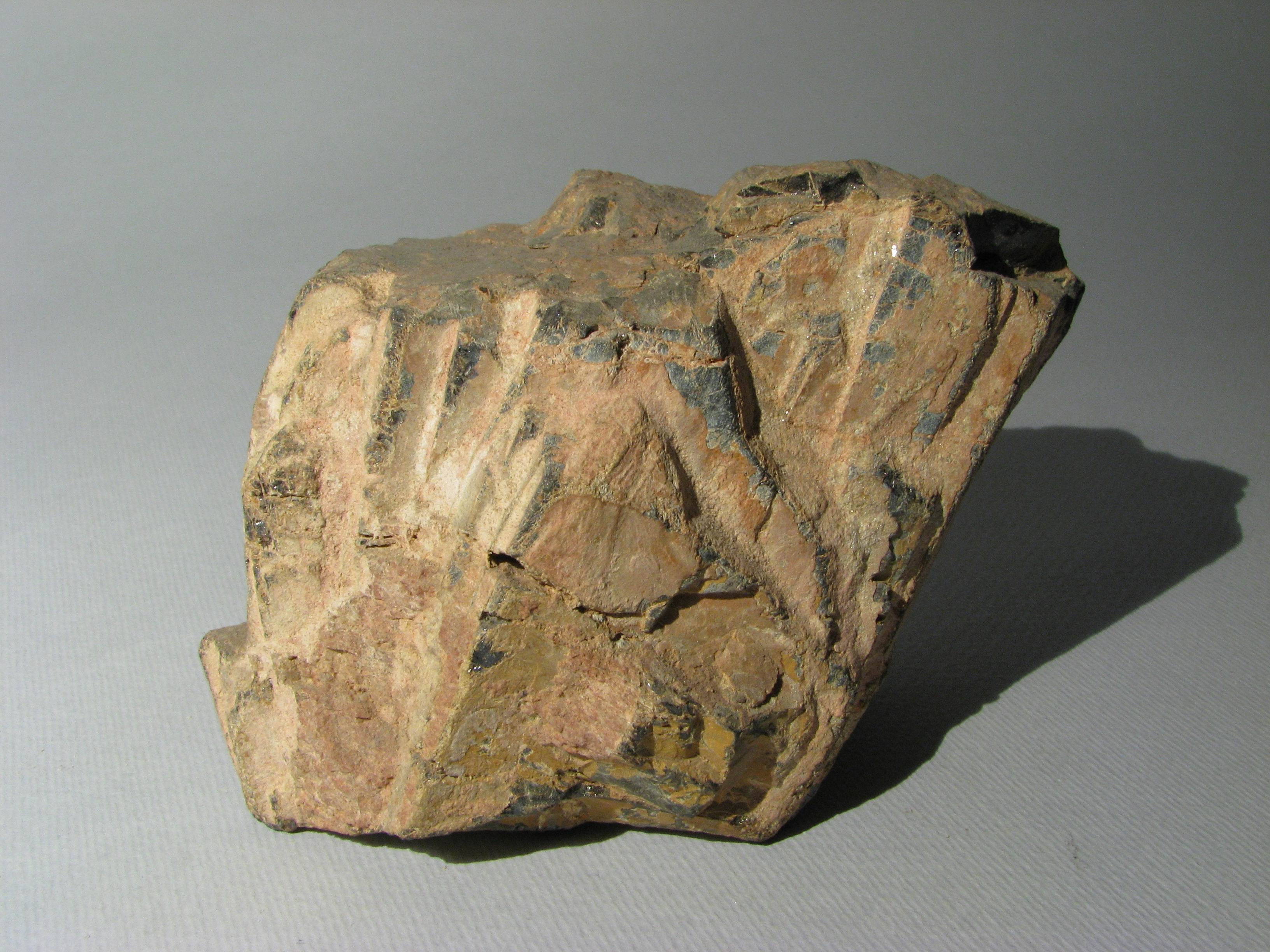
黑稀金礦

鐿和其他稀土元素一同出現在一些稀有礦物之中。常見的商業礦源是含有0.03%鐿元素的獨居石。其他含有鐿的礦物還包括黑稀金礦和磷釔礦等。主要的開採地點有中國、美國、巴西、印度、斯裡蘭卡和澳洲，總礦藏估計有一百萬噸。由於商業用途不多，所以其全球年產量只有50噸。鐿須從其他稀土元素中分離開來。這一過程非常困難，但20世紀中到晚期所發展的離子交換法和溶劑萃取法已將提取過程大大簡化。擁有偶數原子序的鐿在地殼中的含量約為3 mg/kg，比其相鄰的元素（銩和鑥）高很多，這符合奧多-哈爾金斯規則。

## 生產
鐿的性質和其他鑭系元素非常相近，所以分離過程較為困難。首先，獨居石、磷釔礦等礦物須在各種酸中溶解，比如用硫酸。離子交換技術可以把鐿選擇性地分離出來。所得溶液再加入樹脂，然後在螯合劑中溶解，這時各種鑭系元素鍵合方式的不同使相應的化合物各自分離開來。
除了離子交換法，鐿金屬的製備還可以經鈉汞齊還原而得。這種方法先在酸性稀土元素緩衝液中加入熔融鈉汞合金，這會還原並溶解Yb3+。合金經氫氯酸處理，鐿金屬再以草酸鹽的形態萃取出來，然後加熱轉化為氧化物。在高真空中把氧化鐿與鑭、鋁、鈰或鋯一齊加熱，可以將其還原為鐿金屬。要進一步純化這一金屬，須將其昇華，並在冷凝板上採集。

## 化合物

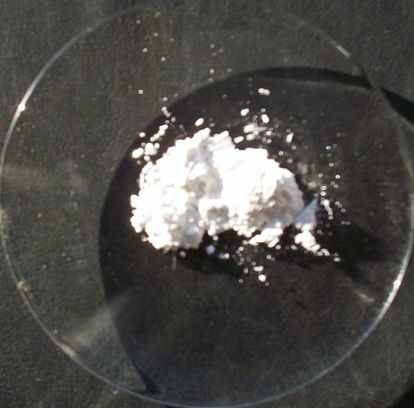
氧化鐿

鐿的化學性質和其他鑭系元素相似。大部份鐿化合物都處於+3氧化態，而具有+3態的鐿鹽一般都幾乎無色。與銪、釤和銩一樣，氫和鋅粉末可以還原鐿的三鹵化物。二價鐿只出現在固態化合物中，其反應特性和鹼土金屬化合物類似。例如，一氧化鐿的分子結構和氧化鈣相同。

### 鹵化物

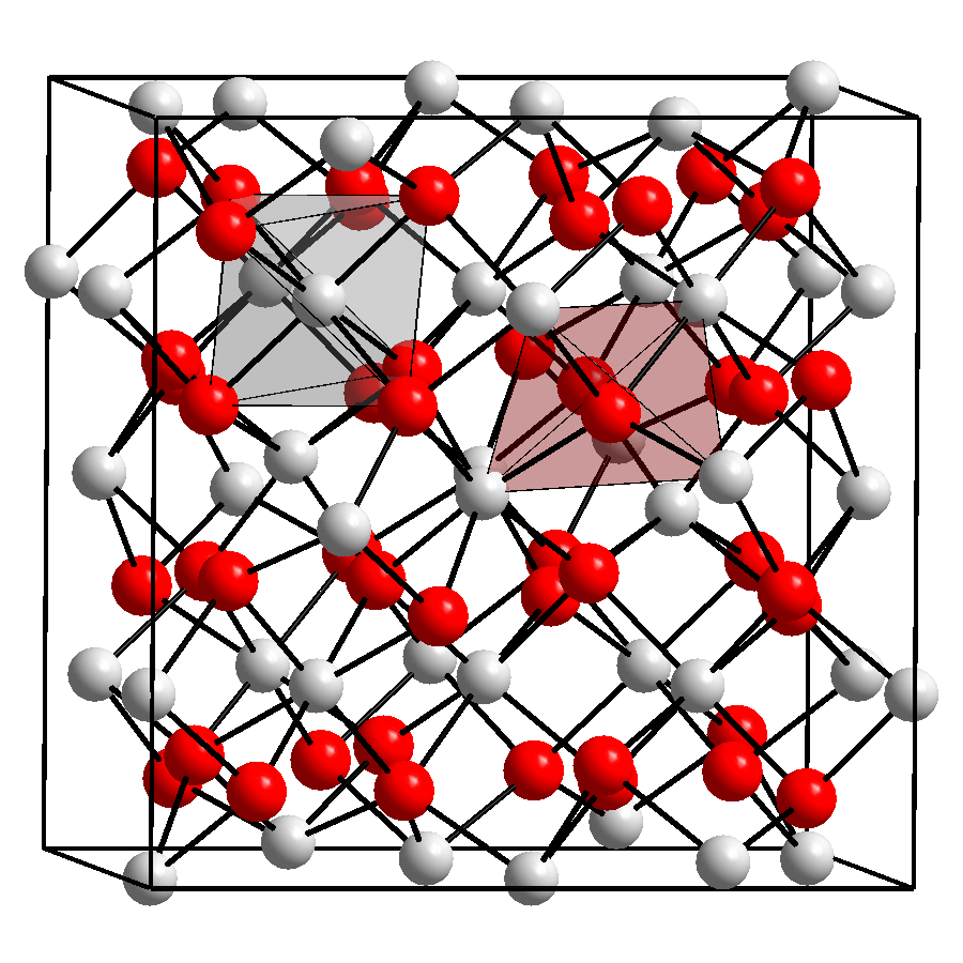
氧化鐿的結構

鐿可以和氟、氯、溴及碘形成二鹵化物和三鹵化物。二鹵化物在常溫下會受三鹵化物的氧化，在高溫下則會歧化形成三鹵化物和鐿金屬：
3 YbX2 → 2 YbX3 + Yb（X = F、Cl、Br、I）
鐿的一些鹵化物被用作有機合成反應的試劑。例如，三氯化鐿（YbCl3）是一種路易斯酸，也是羥醛反應和狄爾斯–阿爾德反應的催化劑。二碘化鐿（YbI2）和二碘化釤一樣可以用作偶聯反應的還原劑。三氟化鐿（YbF3）會不斷釋放氟化物，所以是一種惰性無毒的牙齒填充材料。它還是一種優良的X光造影劑。

### 氧化物
鐿可以和氧反應，形成氧化鐿（Yb2O3）。氧化鐿可以經鐿金屬還原後產生一氧化鐿，後者的結晶結構和氯化鈉相同。

## 歷史

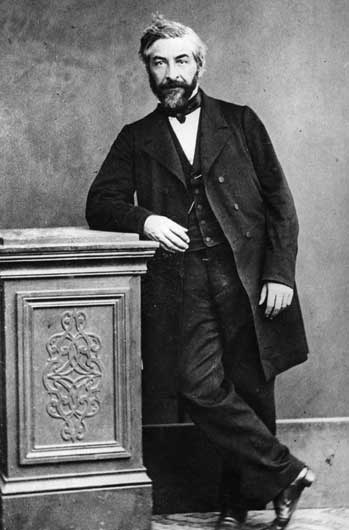
讓-夏爾·加利薩·德馬里尼亞

瑞士化學家讓-夏爾·加利薩·德馬里尼亞（Jean Charles Galissard de Marignac）於1878年發現了鐿元素。他在檢驗矽鈹釔礦時，在稱為「Erbia」的氧化鉺礦物中發現了新的成份。他以礦物來源地瑞典的伊特比村（Ytterby）將該物質命名為「Ytterbia」。他懷疑Ytterbia是某種新元素的化合物，並把這種元素稱為「Ytterbium」，漢譯為鐿。
1907年，法國化學家喬治·於爾班（Georges Urbain）發現德馬里尼亞的Ytterbia物質實際上由兩種不同的成份組成：Neoytterbia和Lutecia。Neoytterbia（意為「新Ytterbia」）也就是今天的鐿元素，而Lutecia就成了鑥元素（Lutetium）。奧地利化學家卡爾·奧爾·馮·威爾斯巴赫（Carl Auer von Welsbach）在同個時期也分離出這兩種物質，但他卻將它們命名為「Aldebaranium」和「Cassiopeium」；美國化學家查爾斯·詹姆士（Charles James）也同時獨立分離出這些新元素。於爾班和威爾斯巴赫互相指責對方在看過自己的研究結果後才發表論文。當時審理新元素命名的是由弗蘭克·威格爾斯沃斯·克拉克（Frank Wigglesworth Clarke）、威廉·奥斯特瓦尔德和喬治·於爾班所組成的國際原子量委員會。委員會以於爾班最早從德馬里尼亞的樣本中分離出鑥元素作為原因，在1909年決定採用於爾班的命名方案，從而解決了爭議。之後，Neoytterbium一名又改回現名Ytterbium。
1953年，科學家利用發展較成熟的離子交換過程，終於製得純鐿金屬，並首次對鐿的化學和物理性質進行準確的測量。在1953至1998年間，鐿價格穩定維持在每公斤1,000美元左右。

## 應用

### 伽馬射線源
在核反應爐中對鐿進行照射所促發的中子活化會產生半衰期為32天的169Yb和半衰期為4.2天的175Yb同位素。169Yb被用作可攜帶X光機的輻射源。和X光一樣，伽馬射線可以穿透軟組織，但會被骨骼等密度較高物質所阻擋。所以少量的169Yb樣本發射伽馬射線，和小型X光機有相同的功用，能對細小的物體做放射性成像。實驗顯示，用169Yb輻射源拍出的照片約等於250至350 keV能量X光之成像。169Yb能應用在核醫學中。

### 穩定原子鐘
利用頻率較高的可見光所製成的原子鐘可以比利用微波的銫原子鐘更加準確。德國聯邦物理科技機構（PTB）正在研發這種原子鐘。其中一種極為精確的模型使用離子阱束縛單個鐿離子，其精確至小數點後17位數。美國國家標準技術研究所所研發的原子鐘用到1萬個冷卻至10微開爾文的稀土原子。這些原子被束縛在一個由激光組成的扁平圓形井狀光學晶格當中。另一條激光束每秒「擺動」518兆（萬億）次，並激發原子在兩個能級間轉換。原子數量越大，鐘的精度就越高。該原子鐘的擺動偏差小於2×1018，約比先前記錄更精確十倍。就算鐿原子鐘運行時長為宇宙年齡，其誤差仍小於一秒。

### 摻鐿不鏽鋼
鐿還可以作為摻雜劑，提高不鏽鋼的晶粒細化、強度等機械屬性。一些鐿合金被用於牙醫學上，但應用並不廣泛。

### 摻鐿激光活性媒質
三價鐿離子可以做激光活性媒質的摻雜劑，特別用於固態激光器和雙包層光纖激光器中。鐿激光器效率高，壽命長，且能夠產生很短的脈衝。把鐿混入製造激光器所用的材料是一道較簡單的工序。鐿激光器的輻射頻帶一般在1.06至1.12 µm，並在900 nm至1 µm波長抽運，具體數值取決於基質材料和實際用途。鐿的量子虧損很小，所以可做高效率激光器的摻雜劑，並放大激光功率。
摻鐿物質的激發能態不複雜，可以使用有效截面概念來描述。對於大部份摻鐿激光媒質，McCumber關係成立，但這一關係能如何應用在摻鐿複合材料上，仍是個討論中的議題。
通常鐿的使用濃度較低。在高濃度情況下，摻鐿物質會呈現光暗化現象（玻璃纖維），甚至轉為發出寬頻帶光（晶體及陶瓷），從而降低了激光功率。這種現象可能和過熱以及高濃度鐿離子的電荷補償情況有關。

### 其他
鐿金屬在高應力下會增加電阻率，因此可用於製造應力計，以監測地震和爆炸所引起的地面形變。
鐿有潛力代替鎂作為紅外線熱誘餌彈內的高密度火藥載荷。由於氧化鐿在紅外線範圍的發射率比氧化鋁高得多，所以鐿基載荷的輻射強度可以比一般的鎂/聚四氟乙烯/氟橡膠（MTV）載荷高很多。

## 安全
雖然鐿的化學性質較為穩定，但它一般仍須存放在惰性環境下的密封容器中，例如氮氣乾燥箱，以保護金屬不受空氣和濕氣的侵蝕。所有鐿化合物一般認為都是劇毒，但一些初步研究卻指出其危險性實際上很低。這些化合物可以對人的眼部和皮膚造成刺激，並有可能造成畸胎。鐿金屬粉末可以在空氣中自燃，所產生的煙氣也具有毒性。鐿所產生的火不能用水澆熄，而只能使用D級滅火器。

## 延伸閱讀
- Guide to the Elements – Revised Edition, Albert Stwertka, (Oxford University Press; 1998) ISBN 978-0-19-508083-4

## 外部連結
- 元素镱在洛斯阿拉莫斯国家实验室的介紹（英文）
- —— 镱（英文）
- 元素镱在The Periodic Table of Videos（諾丁漢大學）的介紹（英文）
- 元素镱在Peter van der Krogt elements site的介紹（英文）
- WebElements.com – 镱（英文）
- It's Elemental – Ytterbium （页面存档备份，存于）